# Z miłości do R’n’R
Z miłości do R’n’R – koncertowy album zespołu Oddział Zamknięty, wydany w roku 1993 nakładem wydawnictwa Intersonus. Nagrań dokonano podczas koncertu w Radio Łódź 30 października 1992.

## Lista utworów
1. „Ich marzenia” – 4:55
2. „Zabijać siebie” – 3:46
3. „Po co żyć” – 4:38
4. „To tylko pech” – 3:30
5. „Facet” – 3:38
6. „Pokusy” – 3:42
7. „Jestem zły” – 3:13
8. „Debiut” – 4:21
9. „Z miłości do R’n’R” – 3:30
10. „Nie śpij” – 6:23
11. „Horror” – 3:11
12. „Szczury” – 3:08
13. „Party” – 5:20
14. „Odmienić los” – 3:08
15. „Ten wasz świat” – 3:41
16. „Oddział zamknięty” – 5:37
17. „Nazajutrz” – 4:17
18. „Gandzia” – 3:37

## Twórcy
- Jarosław Wajk – śpiew
- Wojciech Łuczaj Pogorzelski – gitara
- Krzysztof Zawadka – gitara
- Tomasz Jaworski – gitara basowa
- Jarosław Szlagowski – perkusja

gościnnie
- Dominik Hawryluk – chórki